# Teliana Pereirová
Teliana Santos Pereirová (* 20. července 1988 Santana do Ipanema) je bývalá brazilská profesionální tenistka. Ve své kariéře vyhrála na okruhu WTA Tour dva turnaje ve dvouhře. V rámci okruhu ITF získala dvacet dva titulů ve dvouhře a deset ve čtyřhře.
Na žebříčku WTA byla ve dvouhře nejvýše klasifikována v říjnu 2015 na 43. místě a ve čtyřhře pak v září téhož roku na 117. místě. 
V brazilském fedcupovém týmu debutovala v roce 2007 utkáním základního bloku 1. skupiny Americké zóny proti Chile, v němž vyhrála s Carvalhovou čtyřhru. Chilanky přesto zvítězily 2:1 na zápasy. Ve Fed Cupu 2014 si po výhře v 1. zonální skupině poprvé zahrála baráž o druhou světovou skupinu. V duelu se Švýcarskem nejdříve podlehla Timeé Bacsinszké a poté porazila juniorskou světovou jedničku Belindu Bencicovou. Přesto Brazilky nepostoupily, když soupeřkám podlehly 1:4 na zápasy. Do roku 2015 v soutěži nastoupila k osmnácti mezistátním utkáním s bilancí 13–3 ve dvouhře a 8–2 ve čtyřhře.

## Tenisová kariéra
Na juniorském kombinovaném žebříčku ITF nejvýše figurovala 22. května 2006, kdy jí patřila 12. příčka. V první dekádě třetího milénia měla problémy s kolenním kloubem, jehož dvě operace podstoupila. Jako první Brazilka od sezóny 1990 se probojovala do elitní stovky singlového žebříčku WTA.
V únoru 2013 si zahrála premiérové finále na okruhu WTA Tour, když v rámci série WTA 125K 2013 došla do závěrečného střetnutí čtyřhry na antukovém Copa Bionaire, probíhajícím v kolumbijském Cali. Po boku argentinské spoluhráčky Florencie Molinerové ve finále podlehly kolumbijskému páru Catalina Castañová a Mariana Duqueová Mariñová. Po rovnocenném rozdělení prvních dvou sad o vítězkách rozhodl až supertiebreak v poměru míčů [10–5].

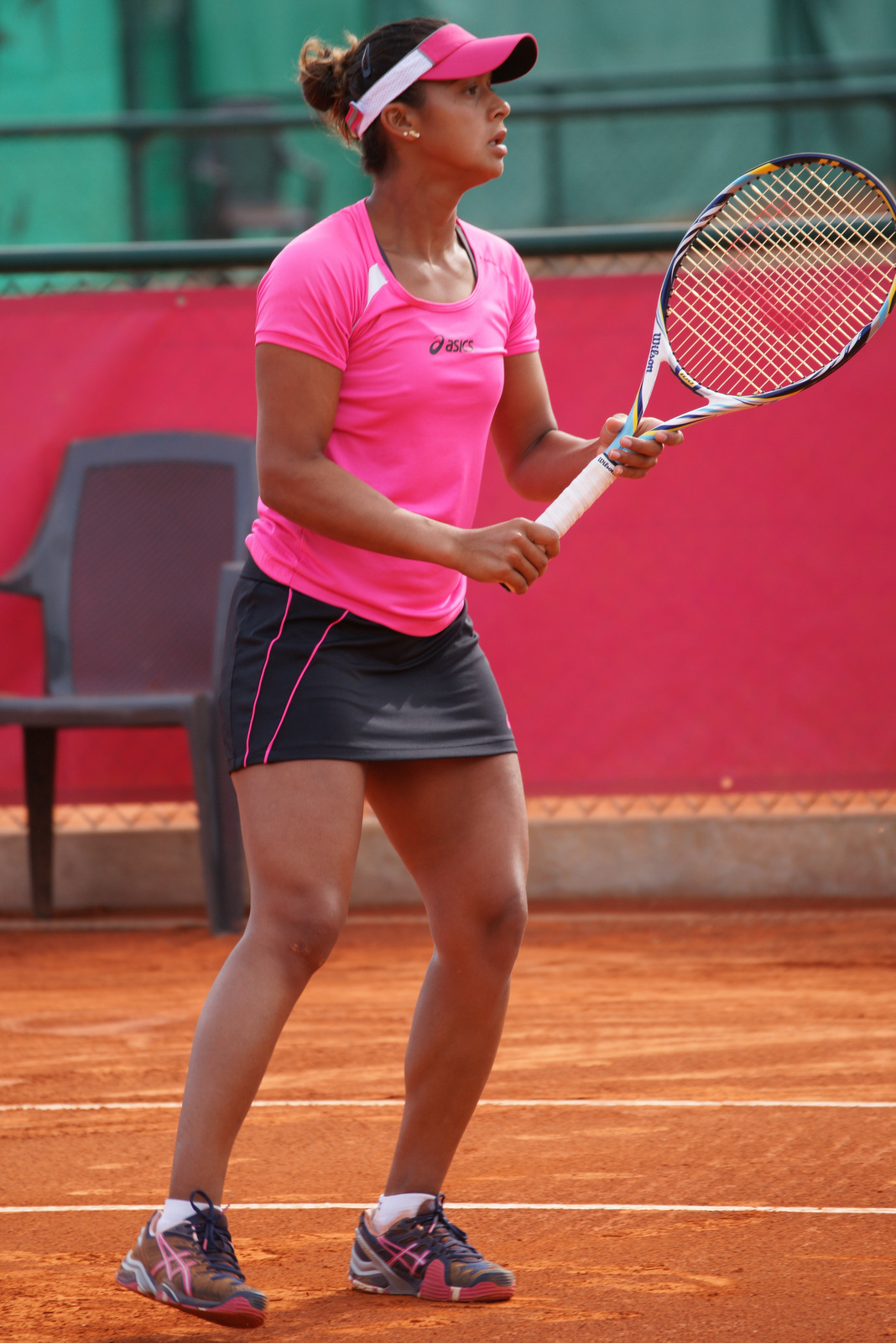
Na turnaji v Cagnes-sur-Mer 2013

Poté, co se z kvalifikace probojovala do hlavní soutěže na únorovém turnaji Copa Colsanitas 2013 v Bogotě, prošla na okruhu WTA Tour do svého prvního semifinále. Ve druhém kole vyřadila francouzskou turnajovou dvojku Alizé Cornetovou. Následně zdolala Lucemburčanku Mandy Minellaovou a mezi poslední čtyřkou hráček byla nad její síly Argentinka Paula Ormaecheaová po dvousetovém průběhu. Bodový zisk jí zajistil posun na 116. příčku světové klasifikace.
O rok později, opět na jihoamerickém kontinentu, si zahrála semifinále na premiérovém ročníku únorového Rio Open 2014 v Riu de Janeiru. Na úvod přešla přes čtvrtou nasazenou Alexandru Cadanțuovou. Poté na její raketě skončily Patricia Mayrová-Achleitnerová a Irina-Camelia Beguová, aby ji v semifinálové fázi hladce zastavila turnajová jednička Klára Zakopalová, na níž uhrála jen tři gamy.
V květnu zaznamenala první vítězný zápas na grandslamu, když na svém oblíbeném turnaji French Open 2014 porazila thajskou hráčku Luksiku Kumkhumou ve třech setech. Ve druhém kole však nenašla recept na dvacátou šestou nasazenou Rumunku Soranu Cîrsteaovou, jíž podlehla po dvousetovém průběhu.
Premiérový titul na okruhu WTA Tour vybojovala na dubnovém Copa Colsanitas 2015, kde ve finále singlové soutěže zdolala kazašskou turnajovou pětku Jaroslavu Švedovovou po dvousetovém průběhu 7–6 a 6–1. Ukončila tak 27leté čekání brazilské tenistky na singlový titul v této úrovni ženského tenisu. Poslední Brazilkou, která vyhrála před ní trofej byla Neige Diasová v dubnu 1988 na antukovém Barcelona Ladies Open. Druhou trofej přidala na počátku srpna, když triumfovala na Brasil Tennis Cupu 2015 ve Florianópolisu. V boji o titul přehrála Němku Anniku Beckovou.

## Finále na okruhu WTA Tour
| Legenda                           |
| --------------------------------- |
| D – dvouhra; Č – čtyřhra          |
| Grand Slam (0)                    |
| WTA Tour Championships (0)        |
| Premier Mandatory & Premier 5 (0) |
| Premier (0)                       |
| International (2–0 D)             |

### Dvouhra: 2 (2–0)
| Stav    | č. | datum          | turnaj                  | povrch | soupeřka ve finále  | výsledek      |
| ------- | -- | -------------- | ----------------------- | ------ | ------------------- | ------------- |
| Vítězka | 1. | 19. dubna 2015 | Bogotá, Kolumbie        | antuka | Jaroslava Švedovová | 7–6(7–2), 6–1 |
| Vítězka | 2. | 1. srpna 2015  | Florianópolis, Brazílie | antuka | Annika Becková      | 6–4, 4–6, 6–1 |

### WTA 125
| Legenda                  |
| ------------------------ |
| D – dvouhra; Č – čtyřhra |
| WTA 125 (0–1 Č)          |

#### Čtyřhra: 1 (0–1)
| Stav       | č. | datum          | turnaj         | povrch | spoluhráčka          | soupeřky ve finále                           | výsledek         |
| ---------- | -- | -------------- | -------------- | ------ | -------------------- | -------------------------------------------- | ---------------- |
| Finalistka | 1. | 17. února 2013 | Cali, Kolumbie | antuka | Florencia Molinerová | Catalina Castañová Mariana Duqueová Mariñová | 6–3, 1–6, [5–10] |

## Tituly na turnajích okruhu ITF
| $100,000 tournaments |
| $75,000 tournaments  |
| $50,000 tournaments  |
| $25,000 tournaments  |
| $15,000 tournaments  |
| $10,000 tournaments  |

### Dvouhra (22 titulů)
| č.  | datum              | turnaj                     | povrch     | soupeřka ve finále            | výsledek            |
| --- | ------------------ | -------------------------- | ---------- | ----------------------------- | ------------------- |
| 1.  | 8. října 2006      | Tucumán, Argentina         | antuka     | Vivian Segniniová             | 6–2, 6–1            |
| 2.  | 21. října 2006     | Santiago, Chile            | antuka     | Mailen Aurouxová              | 4–6, 6–2, 6–3       |
| 3.  | 11. listopadu 2006 | Itajaí, Brazílie           | antuka     | Veronica Spiegelová           | 4–6, 6–1, 6–1       |
| 4.  | 18. března 2007    | Athény, Řecko              | antuka     | Violette Hucková              | 6–2, 6–1            |
| 5.  | 25. března 2007    | Amiens, Francie            | antuka (h) | Audrey Bergotová              | 7–5, 3–6, 6–1       |
| 6.  | 31. března 2007    | Foggia, Itálie             | antuka     | Rebeca Bouová-Nogueirová      | 6–4, 6–3            |
| 7.  | 5. srpna 2007      | Campos Do Jordao, Brazílie | tvrdý      | Maria Fernanda Alvesová       | 6–4, 6–2            |
| 8.  | 19. srpna 2007     | Bogotá, Kolumbie           | antuka     | Frederica Piedadeová          | 7–6(2), 6–2         |
| 9.  | 6. prosince 2008   | Buenos Aires, Argentina    | antuka     | Emilia Yoriová                | 6–2, 6–1            |
| 10. | 2. října 2010      | Arujá, Brazílie            | antuka     | Vanesa Furlanettová           | 4–6, 6–4, 6–1       |
| 11. | 10. října 2010     | Londrina, Brazílie         | antuka     | Verónica Cepedeová Roygová    | 6–4, 6–0            |
| 12  | 20. března 2011    | Metepec, Mexiko            | tvrdý      | Amanda Fink                   | 6–4, 6–4            |
| 13. | 3. července 2011   | Denain, Francie            | antuka     | Valentyna Ivachněnková        | 6–4, 6–3            |
| 14. | 12. května 2012    | Rosario, Argentina         | antuka     | Mailen Aurouxová              | 7–5, 7–6(5)         |
| 15. | 20. října 2012     | Sevilla, Španělsko         | antuka     | Estrella Cabezaová Candelaová | 4–6, 7–6(3), 7–6(5) |
| 16. | 3. listopadu 2012  | Buenos Aires, Argentina    | antuka     | Amanda Carrerasová            | 6–1, 6–2            |
| 17. | 29. června 2013    | Perigueux, Francie         | antuka     | Daniela Seguelová             | 6–1, 6–4            |
| 18. | 7. července 2013   | Denain, Francie            | antuka     | Alberta Briantiová            | 6–4, 7–5            |
| 19. | 16. září 2013      | Mont-de-Marsan, Francie    | antuka     | Pauline Parmentierová         | 6–1, 6–4            |
| 20. | 22. září 2013      | Saint Malo, Francie        | antuka     | Pauline Parmentierová         | 6-2, 6-1            |
| 21. | 29. září 2013      | Sevilla, Španělsko         | antuka     | Florencia Molinerová          | 7–6 (5) 6–3         |
| 22. | 6. dubna 2015      | Medellín, Kolumbie         | antuka     | Verónica Cepedeová Roygová    | 7–6(8–6), 6–1       |

### Čtyřhra (10 titulů)
| č.  | datum              | turnaj                     | povrch     | spoluhráčka           | soupeřky ve finále                        | výsledek            |
| --- | ------------------ | -------------------------- | ---------- | --------------------- | ----------------------------------------- | ------------------- |
| 1.  | 11. listopadu 2006 | Itajaí, Brazílie           | antuka     | Yanina Wickmayerová   | Fernanda Hermenegildo Monika Kochanová    | 6–3, 6–3            |
| 2.  | 26. listopadu 2006 | Cordóba, Argentina         | antuka     | Yanina Wickmayerová   | Florencia Molinerová Veronica Spiegelová  | 7–5, 6–4            |
| 3.  | 25. března 2007    | Amiens, Francie            | antuka (h) | Marcella Koeková      | Monika Krauzeová Anna Savická             | 6–1, 6–0            |
| 4.  | 27. května 2007    | Vídeň, Rakousko            | antuka     | Nikola Hofmanová      | Katarína Poljaková Zuzana Zlochová        | 7–6(1), 6–3         |
| 5.  | 25. listopadu 2007 | Sintra, Portugalsko        | antuka (h) | Nicole Clericová      | Joana Cortezová Roxane Vaisembergová      | 6–4, 6–2            |
| 6.  | 29. listopadu 2008 | Buenos Aires, Argentina    | antuka     | Fernanda Hermenegildo | Tatiana Buová María Irigoyenová           | 6–3, 6–2            |
| 7.  | 3. července 2011   | Denain, Francie            | antuka     | Verónica Cepede Royg  | Céline Ghesquièreová Elixane Lechémiová   | 6–1, 6–1            |
| 8.  | 31. července 2011  | Campos do Jordão, Brazílie | tvrdý      | Fernanda Hermenegildo | Maria Fernanda Alves Roxane Vaisembergová | 3–6, 7–6(5), [11–9] |
| 9.  | 13. dubna 2012     | Pomezia, Itálie            | antuka     | Bianca Bottová        | Benedetta Davatová Anne Schaeferová       | 7–6(3), 6–2         |
| 10. | 12. května 2012    | Rosario, Argentina         | antuka     | Nicole Rottmannová    | Verónica Cepede Royg Luciana Sarmentiová  | 6–2, 7–5            |